# Nik Kevin Koch

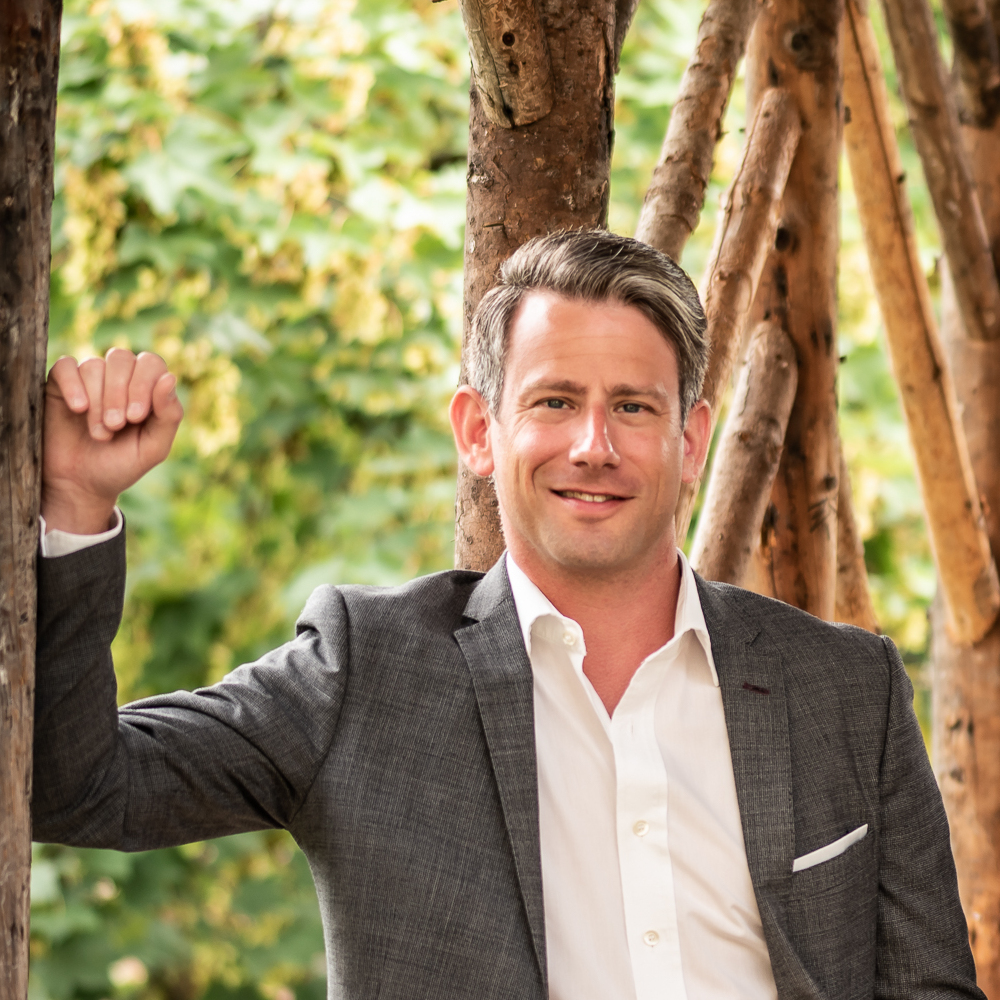
Nik Kevin Koch (2022)

Nik Kevin Koch (* 1981 in Stuttgart) ist ein deutscher Sänger der Stimmlage Tenor und Musikpädagoge.

## Leben und Wirken
Nik Kevin Koch wuchs in Lahr auf und besuchte dort das Clara-Schumann-Gymnasium. Nach dem Abitur absolvierte er ein Gesangsstudium an der Hochschule für Musik Köln und der Musikhochschule Zürich bei Christoph Prégardien und schloss das Konzertexamen mit Auszeichnung ab. Er besuchte er Meisterkurse bei Hartmut Höll und Tobias Koch (Liedgesang), Elisabeth Schwarzkopf, Werner Güra und Ingeborg Danz. Gesangsunterricht nimmt Koch weiterhin regelmäßig bei der Sopranistin Mechthild Bach. Er ist Preisträger des Händelpreises Karlsruhe.
Es folgte in der Spielzeit 2007/08 ein Engagement im Opernstudio des Staatstheaters Nürnberg, wo er unter anderem als Gastone in La traviata und als Valzaccchi in Der Rosenkavalier auftrat. 2009 sang er an der Staatsoper Stuttgart die Rolle des Paul in der Uraufführung der Oper Der unsichtbare Vater und am Theater Aachen die Rolle des Ecclitico in Il mondo della luna. Von 2010 bis 2021 war er festes Ensemblemitglied am Theater St. Gallen. Am Theater St. Gallen debütierte er als Andres in Wozzeck. Es folgten Rollen wie Steuermann in Der Fliegende Holländer, Tamino, Pedrillo, Remendado und der Baron Koloman Zsupán in der Operette Gräfin Mariza. In der Spielzeit 2017/18 übernahm er in einer Produktion des Theaters St. Gallen den Tristan in Frank Martins Oratorium Le vin herbé. Im Sommer 2021 sang er bei den St. Galler Festspielen den Gringoire in Franz Schmidts selten gespielter Oper Notre Dame.
Er gastierte an der Oper Köln, am Nationaltheater Mannheim, und am Nationaltheater Donezk. Opern- und Konzerttätigkeiten führten ihn unter anderem zu den Ludwigsburger Schlossfestspielen, den Wernigeröder Schlossfestspielen, den Werdenberger Schloss-Festspielen, zum Rheingau Musik Festival, zur Schubertiade Hohenems oder ins Kulturcasino Bern.  Seit 2021 ist er als freischaffender Sänger (Tenor) tätig.
Koch ist auch als Konzert- und Liedsänger tätig, unter anderem in Werken von Claudio Monteverdi, Georg Friedrich Händel, Joseph Haydn, Wolfgang Amadeus Mozart und Johann Sebastian Bach. 2015 trat er als Evangelist in der Johannes-Passion in der Pfarrkirche Altach auf. In der Spielzeit 2018/19 sang er am Theater St. Gallen den Lukas in Haydns Jahreszeiten bei einer tänzerischen Umsetzung von Beate Vollack. Als Liedsänger widmet er sich vor allem Komponisten wie Franz Schubert (zum Beispiel Winterreise, Die schöne Müllerin), Hugo Wolf, Ludwig van Beethoven und Robert Schumann. Zu seinen musikalischen Partnern zählt unter anderem der Pianist Alexander Sonderegger.
Koch unterrichtete von 2020 bis 2021 Sologesang an der Musikschule Friedrichshafen. Von 2021 bis 2023 leitete er die kommunale Musikschule Hoyerswerda, bevor er in die Schweiz zurückkehrte, wo er seit 2023 in Altstätten die Musikschule Oberrheintal leitet.

## Rollenrepertoire (Auswahl)
- Beethoven: Jaquino in Fidelio
- Bellini: Flavio in Norma
- Benjamin: 3. Engel in Written on Skin
- Berg: Andres in Wozzeck
- Bizet: Remendado in Carmen
- Britten: Alfred und Clem in Der kleine Schornsteinfeger
- Donizetti: Vitellozzo in Lucrezia Borgia
- Haydn: Ecclitico in Il mondo della luna
- Hefti: Albin Swoboda in Annas Maske
- Kálmán: Baron Kolomán Zsupán in Gräfin Mariza
- Korngold: Graf Albert in Die tote Stadt
- Lortzing: Baron Kronthal in Der Wildschütz
- Martin: Tristan in Le vin herbé
- Massenet: Guillot-Morfontaine in Manon
- Mozart: Tamino und Monostatos in Die Zauberflöte
- Mozart: Ferrando in Così fan tutte
- Mozart: Don Anchise in La finta giardiniera
- Mozart: Don Curzio in Le nozze di Figaro
- Mozart: Pedrillo in Die Entführung aus dem Serail
- Offenbach: König Achilles in Die schöne Helena
- Schmidt: Gringoire in Notre Dame
- Puccini: Spoletta in Tosca
- Puccini: Yamadori in Madama Butterfly
- Schreker: Guidobald Usodimare in Die Gezeichneten
- Smetana: Wenzel in Die verkaufte Braut
- Johann Strauss: Caramello in Eine Nacht in Venedig
- Richard Strauss: Brighella in Ariadne auf Naxos
- Strauss: 2. Jude in Salome
- Strawinsky: Fischer in Le rossignol
- Sullivan: Nanki-Poo in Der Mikado
- Tschaikowski: Triquet in Eugen Onegin
- Verdi: Abdallo in Nabucco
- Verdi: Malcolm in Macbeth
- Verdi: Raffaele in Stiffelio
- Verdi: Uldino in Attila
- Verdi: Gastone in La traviata
- Wagner: Steuermann in Der fliegende Holländer
- Weill: Charlie in Mahagonny-Songspiel

Quelle: